# Bolsa Petrolera Iraní
La Bolsa de Petróleos de Irán o Bolsa Petrolera Iraní (en inglés: Iranian Oil Bourse, IOB); es el proyecto en el que Irán trabaja seriamente para establecer su propio mercado de valores petroleros, cuyo propósito es llevar a cabo transacciones de petróleo, petroquímicos, gas y otros productos refinados en divisas diferentes al dólar, tales como el euro.

## Antecedentes
Irán empezó a recibir pagos en euros por el petróleo en 2003 de sus principales compradores en Europa y Asia.
Actualmente las transacciones de petróleo se llevan a cabo entre otras, en la New York Mercantile Exchange (NYMEX) y la Bolsa Internacional del Petróleo de Londres (IPE) ambas pertenecientes a una compañía estadounidense.
Tradicionalmente las bolsas de Nueva York y Londres usan tres marcas para establecer el precio del crudo, estos son el West Texas Intermediate, el Brent de Noruega y el Crudo de Dubái. Con el establecimiento de la Bolsa de Petróleos de Irán Teherán quiere crear la cuarta marca cuyo precio se establecería en euros.

## En desarrollo
La Bolsa de Petróleos de Irán planeaba iniciar sus actividades el 20 de marzo de 2006, pertenecería al estado iraní a diferencia de sus competidores, además de petróleo intercambiará gas y productos refinados y sus operaciones se llevarían a cabo a través del Internet. Su localización geográfica será la isla de Kish. 
Según un informe de abril de 2005, la Bolsa de Valores de Teherán (TSE), el consorcio Wimpole y un fondo privado de trabajadores del petróleo formarán el consorcio que manejará la Bolsa de Petroleos de Irán. En enero de 2006, Chris Cook del Consorcio Wimpole informó que había retrasos en el proceso debido a la elección de Mahmoud Ahmadinejad y la dificultad de designar un nuevo ministro de petroleos que fuera aceptado por el presidente y el parlamento.

### Aplazamiento e inauguración
La apertura de la Bolsa petrolera iraní fue aplazada para una fecha indeterminada, debido a problemas técnicos, según el Ministerio de Petróleos de Irán. Se especuló en marzo de 2006 que la tensión existente entre Estados Unidos e Irán fue la verdadera causa del aplazamiento indefinido de este proyecto.
El Ministro de Petróleo de Irán, Kazem Vaziri Hamaneh, anunció en la décima Asamblea General de la Agencia Internacional de la Energía celebrada en Catar, que los trabajos para establecer la bolsa de petróleo iraní se iniciarían de nuevo la primera semana de mayo de 2006 tras ser aprobada por el Consejo de la Bolsa de Valores. El 5 de abril, la televisión iraní reportó que el ministerio de petróleos había concedido licencia a la Bolsa Petrolera Iraní para operar en la isla de Kish. El anuncio fue hecho directamente por el presidente Mahmoud Ahmadineyad. La nueva fecha de apertura de la Bolsa se ha fijado para el mes de septiembre.
Finalmente, después de varios aplazamientos la inauguración de la Bolsa Petrolera Iraní se llevó a cabo el 17 de febrero de 2008. Las transacciones se realizan en la moneda local y otras monedas fuertes excepto el dólar. La bolsa también realizará transacciones en rublos rusos

## Impacto macroeconómico mundial
La creación de la bolsa petrolera iraní pone fin del monopolio del petrodólar en el mercado del crudo. Se especula que el cobro de euros en lugar de dólares causará una reacción en cadena en la cual más y más consumidores y productores de petróleo lo comercilizarán en euros, forzando también eventualmente a los Estados Unidos a pagar en euros. Esto significaría que los Estados Unidos tendrían que obtener la divisa extranjera.
En el 2006 el déficit en la Balanza comercial; en Estados Unidos, por concepto de derivados del petróleo; fue de $300 millardos. Mientras el dólar permanezca como moneda de reservas y el petróleo se tenga que pagar en dólares, los EE. UU. pueden pagar mediante la impresión de más títulos energéticos en la forma de bonos del tesoro.
Si los EE. UU. tuvieran que buscar euros o yuanes para pagar su petróleo, entonces tendrían que aumentar los impuestos, reducir el consumo y aumentar las exportaciones, dificultándose el sostener sus gastos militares.
En este proceso, la economía de EE.UU podría colapsar, desapareciendo todos los activos de sus valedores y probablemente causando una depresión de dimensiones similares a la de los años 30. En general se traería a debate el hecho de que el uso del dólar como moneda de reserva internacional pueda estar financiando el estatus de ese país como superpotencia mundial o si los EE.UU están usando su poder militar para mantener su moneda como moneda de reserva mundial.
El ministro de petróleos de Irán, Sayed Kazem Vaziri Hamaneh, sin embargo ha negado que la Bolsa Iraní de Petróleo ponga en peligro la economía norteamericana, según él, "...el mejor método para asegurar la demanda es dar oportunidad a que productores y consumidores se asocien para invertir en la industria petrolifera".

## Reacción estadounidense
La Reserva Federal de los Estados Unidos decidió dejar de publicar las cifras estadísticas de oferta de dinero M3 a partir del 23 de marzo de 2006, sobre la evolución del número de dólares en circulación mundial. Esta decisión, que ha sido criticada por analistas económicos y financieros debido a que resulta en la pérdida de transparencia en el mercado de divisas, se cree fue tomada para ocultar el impacto que el nacimiento del petroeuro vaya a tener sobre la moneda estadounidense.

## Cambio monetario
El 18 de diciembre de 2006 el portavoz del Gobierno iraní, Gholam Husein Elham comunicó que cambiarían al dólar por el euro para el nuevo año iraní, es decir, para marzo de 2007. Expresó que "Los ingresos del extranjero y petroleros serán calculados en euros, y los recibiremos en euros para acabar con la dependencia respecto al dólar" a su vez informó que "Ese cambio se aplicará también a los haberes iraníes en el extranjero" lo cual afecta al proyecto de la Bolsa de Petróleos de Irán